# Emissora mòbil
El terme emissora mòbil, transceptor mòbil o ràdio mòbil es refereix a sistemes i dispositius de comunicacions sense fils basats en radiofreqüències, on el camí de les comunicacions és variable en qualsevol entorn. Hi ha diferents punts de vista sobre el que constitueix aquest terme. Degut a termes de llicència, als Estats Units en emissores mòbils s'hi poden incloure també equipaments que poden ser portats a mà i no només instal·lats en vehicles. El terme radiophone (radiotelèfon) és un terme utilitzar antigament, ara és obsolet.
Un venedor o un taller de reparació d'emissores entendrà que la paraula emissora mòbil significa un transmissor-receptor (transceptor) utilitzat per a comunicacions des d'un vehicle. Les emissores mòbils es munten en un vehicle de motor generalment amb el micròfon i el panell de control a l'abast del conductor.
Les emissores mòbils poden ser muntades en aeronaus (emissora aeronàutica), a bord d'un vaixell (emissora marítima), en motocicletes o en locomotores ferroviàries. L'alimentació pot variar en cada instal·lació. Per exemple, una emissora mòbil en una locomotora funcionaria amb alimentació de CC (corrent continu) de 72 o 30 volts. En canvi,un vaixell gran amb corrent altern a bord podria tenir una estació base estàndard de sobretaula de corrent altern muntat en el pont del vaixell.

## Emissora bidireccional o radiotelèfon

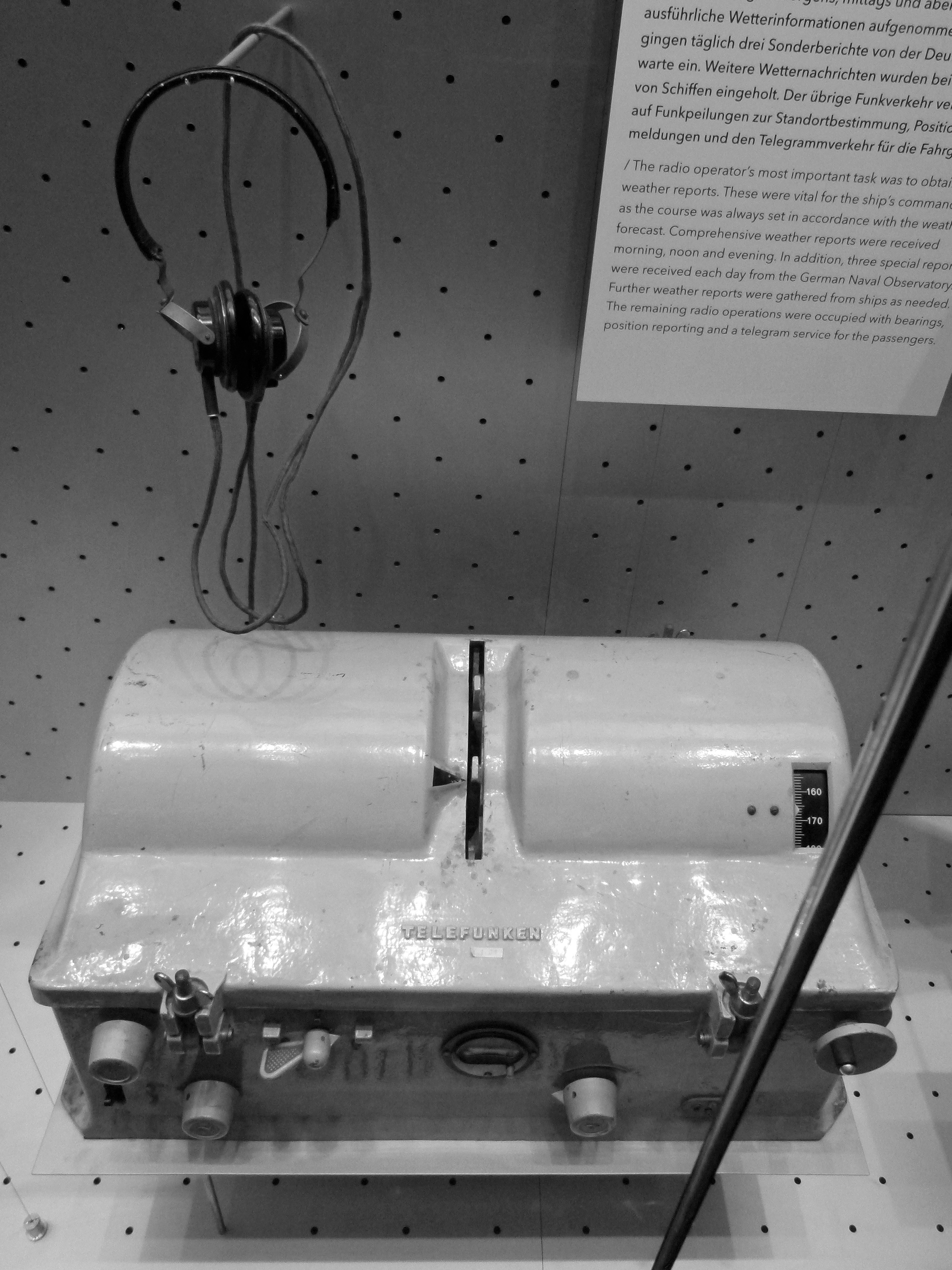
Ràdio mòbil a bord del Zeppelin

La fusió de les dues tecnologies ha provocat la disminució de distinció entre els termes emissora bidireccional i radiotelèfon. La infraestructura que sosté el sistema defineix quina categoria o taxonomia s'aplica en cada cas. Un cas paral·lel a aquest concepte és la convergència de la informàtica i els telèfons.
El radiotelèfon utilitza el sistema full dúplex (parla i escolta simultànies) amb circuits commutats (FDMA, TDMA, etc.) i es comunica principalment amb telèfons connectats a la xarxa telefònica pública commutada. La connexió es configura segons els codis marcats per l'usuari i la línia es desconnecta quan es pressiona el botó de finalització. Tenen lloc en una infraestructura basada en telefonia com AMPS o GSM.
L'emissora bidireccional és principalment una eina per a empreses d'assignació d'empleats o vehicles a clients (taxis, missatgeria, serveis d'emergència, etc.), necessària per comunicar-se amb sistema push-to-talk simplex o semiduplex, i principalment destinada a comunicar-se amb altres ràdios en lloc de telèfons. Aquests sistemes s'executen en infraestructures basades en prémer per parlar com l'ID de Nextel, la Ràdio Mòbil Especialitzada (SMR), MPT-1327, la Ràdio Mòbil Especialitzada Millorada (ESMR) o sistemes convencionals de dues vies. Certs sistemes de ràdio moderns de dues vies poden tenir una capacitat telefònica de ple rendiment.

## Història
Els primers usuaris de l'equip d'emissora mòbil pertanyien al transport i al govern. Aquests sistemes usaven transmissió unidireccional en lloc de converses bidireccionals. Els ferrocarrils usaven comunicacions de rang de freqüència mitjana (MF) (similar a la banda de transmissió d'AM) per a millorar la seguretat. En lloc de sortir de la cabina d'una locomotora i prendre ordres del tren mentre passava per una estació, es van fer possibles les comunicacions de veu amb trens circulants. Les emissores unien el furgó de cua amb la cabina de la locomotora. Els primers sistemes d'emissora de la policia inicialment utilitzaven freqüències MF per sobre de la banda d'AM (1,7 MHz). Alguns dels primers sistemes (anomenats de banda creuada) contestaven a l'emissor en un enllaç de 30-50 MHz.
Les primeres emissores mòbils usaven modulació d'amplitud (AM) per a transmetre intel·ligència a través del canal de comunicacions. Amb el temps, els problemes amb les fonts de soroll elèctric van mostrar que la modulació de freqüència (FM) era superior per la seva capacitat per a fer front a l'encesa del vehicle i al soroll de la línia d'alimentació. El rang de freqüències utilitzat per la majoria dels sistemes d'emissora primerencs, de 25 a 50 MHz (vhf "low band") és particularment susceptible al problema del soroll elèctric. Això, més de la necessitat de més canals, va conduir a l'eventual expansió de les comunicacions d'emissora bidireccionals en la "high band" VHF (150 a 174 MHz) i UHF (450 a 470 MHz). La banda UHF s'ha expandit novament.

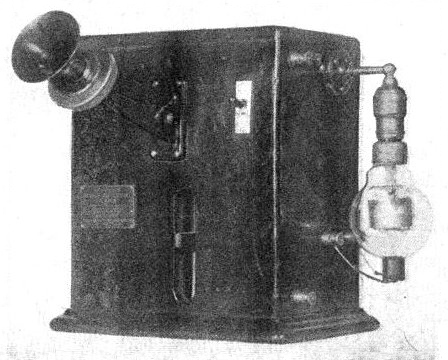
Primer transmissor de ràdio AM de tub buit.

Un dels més grans desafiaments en la tecnologia d'emissora mòbil primerenca va ser el de convertir el subministrament d'energia de sis o dotze volts del vehicle a l'alt voltatge necessari per a operar la ràdio. Les primeres emissores de tub (o vàlvula) usaven dinamòmetres, essencialment un motor de sis o dotze volts que convertia un generador per a proporcionar els alts voltatges requerits pels tubs de buit. Algunes de les primeres emissores mòbils tenien la grandària d'una maleta o tenien caixes separades pel transmissor i el receptor. Amb el pas del temps, la tecnologia de la font d'alimentació va evolucionar; utilitza els primers vibradors electromecànics i més endavant fonts d'alimentació d'estat sòlid per a proporcionar alta tensió. Aquests circuits, anomenats "inversors", van canviar el corrent continu (CC) de 6 V o 12 V al corrent altern (CA) que podia passar a través d'un transformador per a generar alta tensió. Posteriorment, la font d'alimentació va rectificar aquest alt voltatge per a fer l'alta tensió CC requerida per als tubs de buit. Les fonts d'alimentació necessàries per a alimentar les emissores de tubs de buit van donar com a resultat un tret comú entre aquestes: el seu gran pes degut als transformadors de nucli de ferro en les fonts d'alimentació. Aquestes fonts d'alimentació d'alt voltatge eren ineficients i els filaments dels tubs de buit s'agregaven a les demandes actuals, la qual cosa gravava els sistemes elèctrics dels vehicles. Algunes vegades, es necessitava una actualització de generador o alternador per a suportar el corrent requerit per a una emissora mòbil d'aquest tipus.
Exemples d'emissores mòbils tipus tub dels anys 1950 a 1960 sense transistors:
- Motorola FMTRU-140D (amb dynamotor)
- Motorola Twin-V, dit així per la seva font d'alimentació "universal" de 6 o 12 volts
- General Electric Progress Line (models anteriors sense font d'alimentació "T-Power")
- Kaar Engineering Model 501

L'equip de diferents fabricants nord-americans tenia trets similars. Això va ser dictat en part pels reglaments de la Comissió Federal de Comunicacions (FCC). El requisit que les persones no autoritzades no utilitzessin el transmissor de ràdio significava que moltes ràdios estaven connectades per cable perquè no poguessin transmetre llevat que la ignició del vehicle estigués encesa. Les persones sense una clau del vehicle no podien transmetre. L'equipament havia de ser de "tipus acceptat", o tècnicament aprovat, per la FCC abans que pogués ser ofert a la venda. Per tal de ser acceptat, l'equip de ràdio havia d'estar equipat amb una llum indicadora, generalment de color verd o groc, que mostrava que tenia l'energia necessària i la ràdio estava preparada per a transmetre. També es requeria que les ràdios tinguessin una làmpada (normalment vermella) indicant quan el transmissor estava encès. Aquests trets continuen en el disseny de les ràdios modernes.
Les primeres ràdios de tipus tub operaven en un espai de 50 kHz amb la desviació de modulació de ± 15 kHz. Això significava que el nombre de canals de ràdio que estaven en l'espectre de radiofreqüència disponible es limitaven a un cert nombre, dictat per l'amplada de banda del senyal en cada canal.

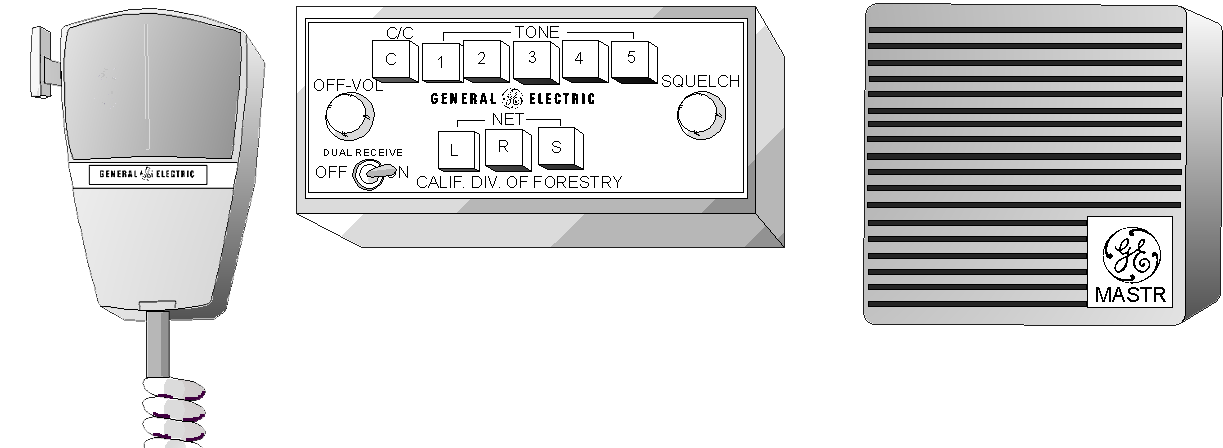
A principis de la dècada de 1970, el requisit del Departament de Silvicultura de Califòrnia per a la transmissió de 6 freqüències, la recepció de 3 freqüències, l'exploració i un codificador de ràfega de 5 tons era inusual, donant lloc a aquesta ràdio mòbil personalitzada.

Els equips electrònics d'estat sòlid van arribar a la dècada de 1960, amb circuits més eficients i una mida més petita. La integració a gran escala (MOS) va proporcionar una solució pràctica i econòmica per a la tecnologia de ràdio, i va ser utilitzat en sistemes de ràdio mòbils a principis de la dècada dels 70. L'espaiat del canal es va reduir a 20–30 kHz amb la desviació de modulació que va caure a 55 kHz. Això va permetre més disponibilitat de l'espectre radioelèctric per encabir el grup nacional d'usuaris de ràdio de dues vies que creixia ràpidament. A mitjans de la dècada dels 70, els amplificadors d'energia transmissora de tipus tub havien estat substituïts per transistors d'alta potència. Des de la dècada de 1960 fins a la dècada de 1980, els usuaris del sistema amb requisits especialitzats sovint tenien ràdios dissenyades pels seus sistemes únics. Els sistemes amb codificadors de to multi-CTCSS i més de dos canals eren inusuals. Els fabricants de ràdios mòbils van construir equips personalitzats per a grans flotes de ràdio com el Departament de Boscos de Califòrnia i la Patrulla de carreteres de Califòrnia.
Exemples de ràdios mòbils d'estat parcialment sòlid dels Estats Units:
- Motorola Motrac
- Motorola MJ IMTS Car Telephone (1963)
- Línia de progrés general de transició elèctrica
- General Electric MASTR Professional i MASTR Executive
- RCA Super Carfone

## Equips actuals
Actualment, ja no es fabriquen dissenys personalitzats per a un client en particular, ja que avui en dia les ràdios estan dissenyades amb una infinitat de funcions per impedir la necessitat d'aquests. Els equips de ràdio mòbil moderns són "rics en funcions". Una ràdio mòbil pot tenir 100 o més canals, estar controlada per microprocessador i tenir opcions integrades, com ara l'identificador de la unitat. Normalment cal un ordinador i un programari per programar les funcions i els canals de la ràdio mòbil. Els menús d'opcions poden tenir diversos nivells de profunditat i ofereixen un conjunt complexe de possibilitats. Algunes ràdios mòbils tenen pantalles alfanumèriques que tradueixen els números de canal (F1, F2) a una frase més significativa per a l'usuari, com ara "Providence Base", "Boston Base", etc.
Exemples de ràdios mòbils controlades per microprocessador:
Motorola Astro Digital Spectra W9
Kenwood TK-690
Posició PTT mòbil-ràdio-m94g
Com que l'ús d'equips de ràdio mòbil ha incrementat considerablement, l'espai entre canals s'ha hagut de reduir de nou a 12,5-15 kHz amb la desviació de modulació baixant a ±2,5 kilohertz. Per tal d'encaixar en vehicles més petits i econòmics, les ràdios actuals tendeixen a mides radicalment més petites que els seus passats de tipus tub.
Les comunicacions de ràdio analògiques tradicionals han estat superades per les capacitats de comunicacions de veu de ràdio digital que proporcionen una major claredat en la transmissió, permeten funcions de seguretat com ara el xifratge i, dins de la xarxa, permeten que les transmissions de dades de banda baixa s'adaptin a missatges de text o imatges senzilles (Exemples: Projecte 25 (APCO-25), Terrestrial Trunked Radio (TETRA), DMR.)

## Detalls
Les emissores mòbils comercials i professionals sovint es compren a un proveïdor o distribuïdor d'equip el personal del qual instal·larà l'equip als vehicles de l'usuari. Els usuaris de grans flotes poden comprar emissores directament d'un fabricant d'equips i fins i tot poden emprar el seu propi personal tècnic per a la instal·lació i el manteniment.
Una emissora mòbil moderna consisteix en un transceptor de ràdio, ubicat en una sola caixa, i un micròfon amb un botó a prémer per parlar. Cada instal·lació també tindria una antena muntada al vehicle connectada al transceptor per mitjà d'un cable coaxial. Alguns models poden tenir un altaveu extern i independent que es pot col·locar i orientar de cara al conductor per superar el soroll ambiental present en conduir. L'instal·lador hauria d'ubicar aquest equip d'una manera que no interfereixi amb el sostre solar del vehicle, el sistema electrònic d'administració del motor, l'ordinador d'estabilitat del vehicle o les bosses d'aire.
Les emissores mòbils instal·lades en motocicletes estan subjectes a vibracions i condicions climàtiques extremes. L'equip professional dissenyat per a ús en motocicletes és resistent a la intempèrie i a les vibracions. Els sistemes de muntatge de xoc es fan servir per reduir l'exposició de l'emissora a la vibració impartida per la vibració modal o ressonant de la motocicleta.
Algunes emissores mòbils usen micròfons o auriculars amb cancel·lació de soroll. A velocitats de més de 100 MPH, el soroll ambiental de la carretera i el vent pot dificultar la comprensió de les comunicacions per ràdio. Per exemple, algunes emissores mòbils tenen micròfons amb anul·lació de soroll que redueixen el soroll de la carretera i de la sirena que escolta al comunicador. La majoria dels camions de bombers i emissores en equips pesats fan servir auriculars amb cancel·lació de soroll. Aquests protegeixen l'audició de l'ocupant i redueixen el soroll de fons a l'àudio transmès. Els micròfons amb cancel·lació de soroll requereixen que l'operador parli directament a la part frontal d'aquest. Les matrius de forats a la part posterior del micròfon detecten el soroll ambiental, això s'aplica, fora de fase, a la part posterior del micròfon, reduint o cancel·lant el soroll que estigui present tant a la part frontal com posterior del micròfon.
Moltes ràdios estan equipades amb temporitzadors de temps d'espera del transmissor que limiten la durada d'una transmissió. Les ràdios amb temporitzadors de temps d'espera transmeten durant un temps predeterminat, normalment de 30 a 60 segons, després del qual l'emissor s'apaga automàticament.Tan bon punt es deixa anar el botó per parlar, el so s'atura i el temporitzador es reinicia.
Els equips de ràdio mòbil es fabriquen segons les especificacions desenvolupades per l'Associació d'Indústries Electròniques/Associació de la Indústria de les Telecomunicacions (EIA/TIA). Aquestes especificacions s'han desenvolupat per assegurar a l'usuari que els equips de ràdio mòbil funcionen com s'esperava i per evitar la venda i distribució d'equips inferiors que podrien degradar les comunicacions.

## Antena
Una emissora mòbil ha de tenir una antena associada. Les antenes més comunes són cables d'acer inoxidable o de vareta que sobresurten verticalment del vehicle. La física defineix la longitud de l'antena: la longitud es relaciona amb la freqüència i abitualment l'usuari no pot allargar-la o escurçar-la arbitràriament. L'antena estàndard de "quart d'ona" al rang de 25-50 MHz pot tenir pràcticament 3 metres de llarg. Una antena de 900 MHz pot tenir 7,62 centímetres de llargada per una cambra de longitud d'ona. Un autobús pot tenir una antena reforçada, que s'assembla a una fulla o aleta de plàstic blanc, al sostre. Alguns vehicles amb instal·lacions d'emissora ocultes tenen antenes dissenyades per assemblar-se a l'antena AM / FM original, es poden instal·lar en un mirall retrovisor, dins de finestres, amagar-se al terra o la part inferior d'un vehicle. Les antenes de les aeronaus són com a fulles o aletes, la mida i la forma estan determinats per les freqüències utilitzades. Les instal·lacions temporals poden tenir antenes que s'adhereixen a les peces del vehicle o s'uneixen a les parts del cos d'acer mitjançant un fort imant.
Encara que inicialment els components del sistema d'emissores mòbils són relativament barats, les antenes sovint danyades poden ser costoses de reemplaçar, ja que generalment no estan incloses en els contractes de manteniment per a flotes d'emissora mòbil. Alguns tipus de vehicles en ús les 24 hores, amb suspensions rígides, alçades altes o vibracions lentes del motor dièsel poden danyar les antenes ràpidament. La ubicació i el tipus d'antena poden afectar dràsticament el rendiment del sistema. Les flotes grans generalment proven alguns vehicles abans de comprometre's amb una ubicació o tipus d'antena determinada.
Les pautes de l'Administració de Seguretat i Salut Ocupacional dels EUA (OSHA) per a l'energia d'emissora no ionitzant generalment diuen que l'antena d'emissora ha d'estar a 60 centímetres dels ocupants de qualsevol vehicle. Aquesta regla empírica té com a objectiu que els passatgers estiguin exposats a nivells segurs d'energia de radiofreqüència en cas que l'emissora en transmeti.

## Emisores amb control dual

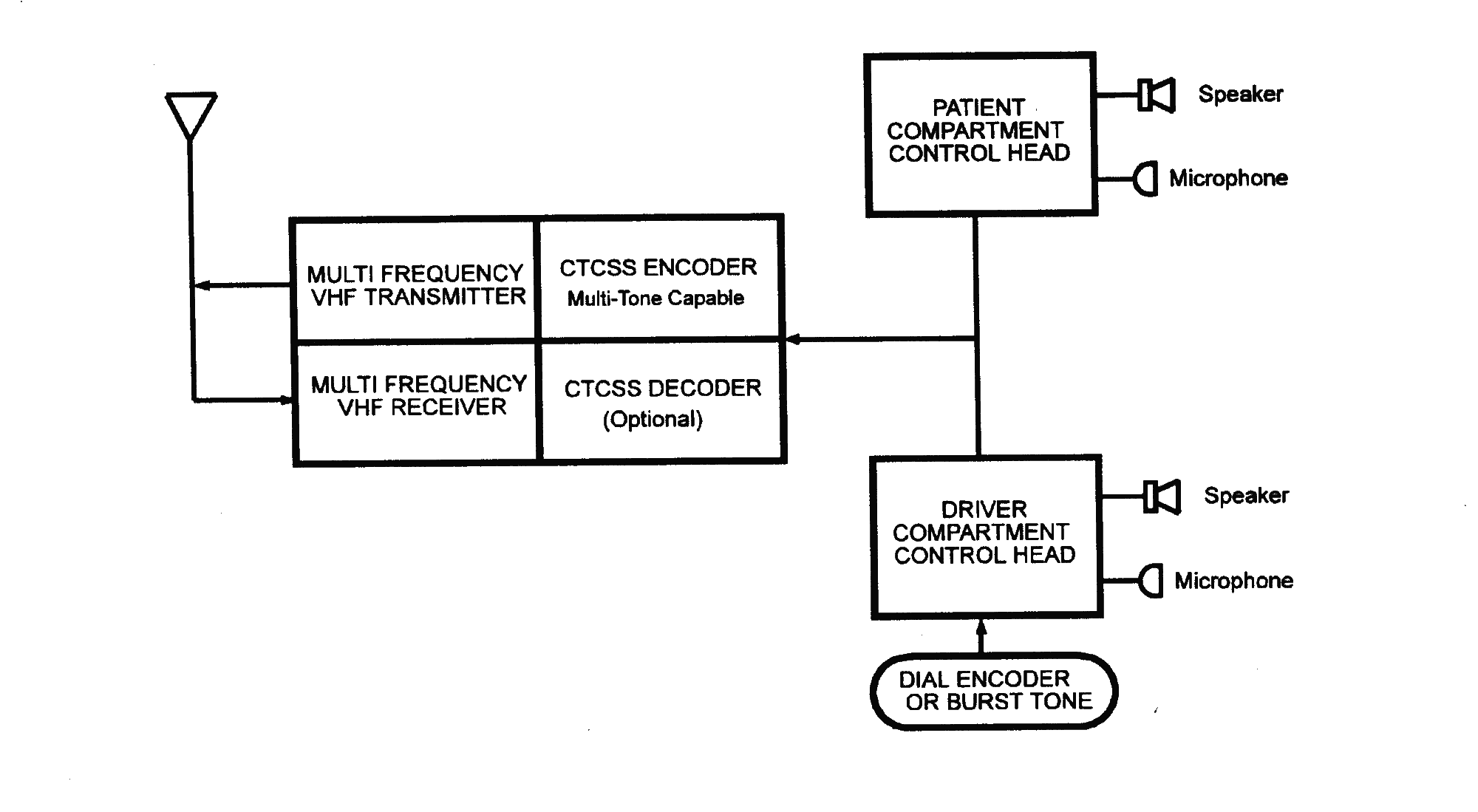
Control dual d'una emissora ràdio d'una ambulància.

Els serveis dependents de la tranmissió per ràdio, com ara grues o ambulàncies, en poden tenir diverses a cada vehicle. Per exemple, les grues poden tenir una ràdio per a les comunicacions de l'empresa de remolc i una segona per a les comunicacions del servei d'emergència en carretera. Les ambulàncies poden tenir una disposició similar amb una ràdio pel centre de serveis mèdics d'emergència i una altra per a l'empresa d'assignació.

### Controls o micròfons múltiples
Les ambulàncies sovint tenen emissores amb controls duals i micròfons duals que permeten que l'emissora es faci servir des de l'àrea d'atenció al pacient a la part posterior o des de la cabina del vehicle.

### Emissores de dades
Tant les grues de remolc com les ambulàncies poden tenir una emissora addicional que transmet i rep per subministrar una terminal de dades mòbils. Una emissora terminal de dades permet que les comunicacions de dades es facin a través d'una emissora separada. De la mateixa manera que una màquina de fax té una línia telefònica separada, això vol dir que la comunicació de dades i de veu pot tenir lloc simultàniament a través d'una emissora separada. Els sistemes d'emissora Early Federal Express (FedEx) feien servir una sola emissora per a dades i veu. L'emissora tenia un botó de sol·licitud per parlar que, quan es reconeixia, permetia la comunicació de veu amb la central.
Cada emissora funciona en una sola banda de freqüències. Si una companyia de remolc tenia una freqüència a la mateixa banda que el seu autoclub, es podria emprar una sola emissora amb escanejament per a tots dos sistemes. Com que una emissora mòbil normalment funciona en una sola banda de freqüència, es poden requerir múltiples emissores en els casos en què les comunicacions tenen lloc en sistemes en més d'una banda de freqüència.

## Walkie-talkie modificadors en lloc d'emissores mòbils
Pensats com un estalvi de costos, alguns sistemes fan servir carregadors de vehicles en comptes d'una emissora mòbil. Cada usuari d'emissora rep un walkie talkie. Cada vehicle està equipat amb una consola de sistema de càrrega. El walkie talkie inserit en un carregador del vehicle o convertidor mentre l'usuari està en el vehicle. El carregador o convertidor 1) connecta el walkie talkie a l'antena d'emissora bidireccional del vehicle, 2) connecta un altaveu amplificat, 3) connecta un micròfon mòbil, i 4) carrega la bateria del walkie talkie. El punt feble d'aquests sistemes ha estat la tecnologia de connectors que ha demostrat ser poc fiable en algunes instal·lacions. El rendiment del receptor és un problema quen el senyal d'emissora està congestionat en les àrees urbanes. Aquestes instal·lacions de vegades es coneixen com a sistemes de sacsejada i execució.